# Aire

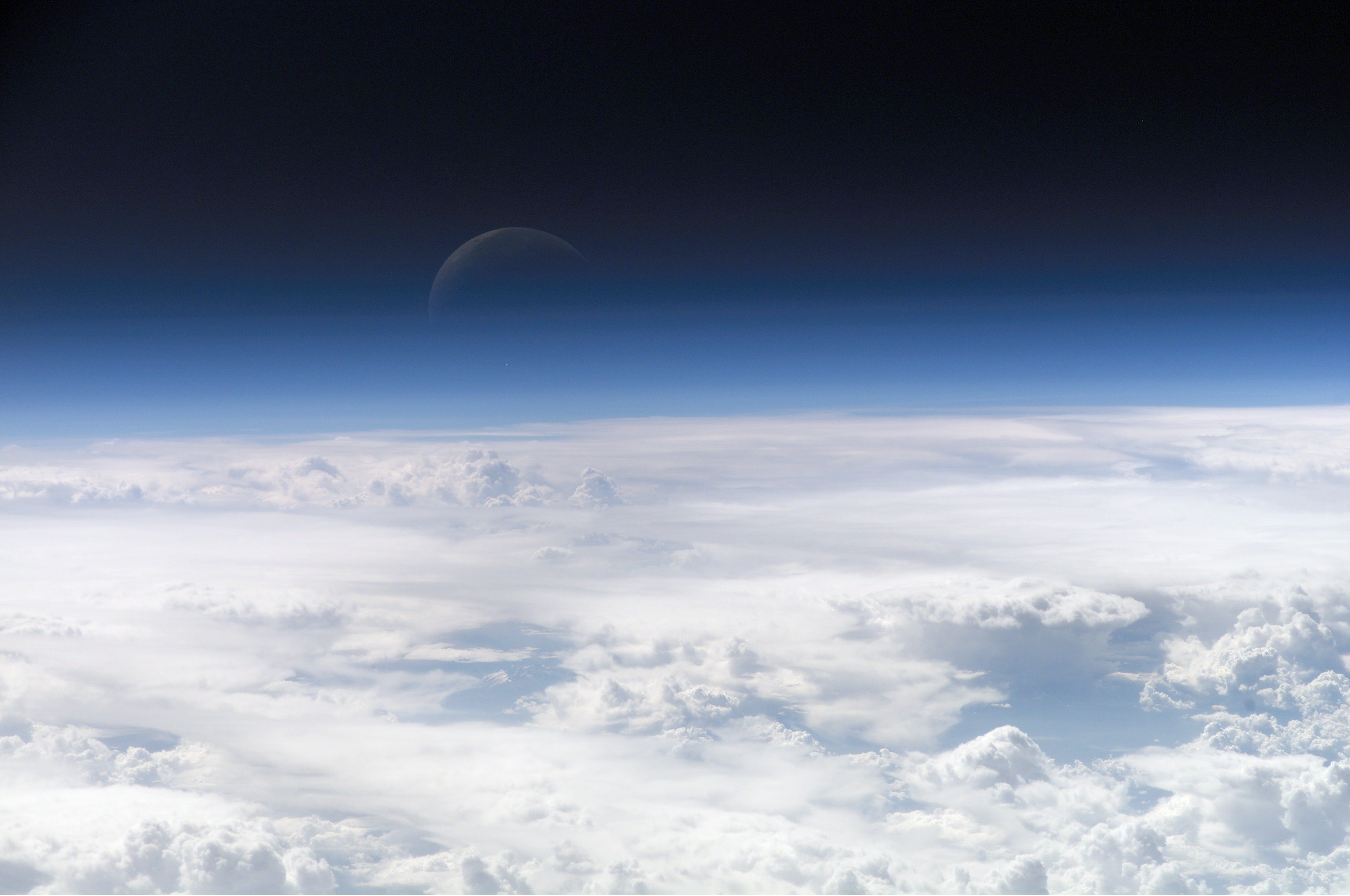
La atmósfera terrestre donde se mantiene el aire.

Se denomina aire a la disolución de gases que constituye la atmósfera terrestre, que permanecen dentro del planeta Tierra por acción de la gravedad. El aire es esencial para la vida en el planeta y transparente a simple vista. 
La dispersión Rayleigh de la luz visible del Sol (blanca, porque se superponen las ondas de todas las longitudes de onda) a longitudes de onda del azul (10 000 Å) dota a la atmósfera de su característico color azul.
Es una mezcla de gases en proporciones ligeramente variables, compuesto por 21% de oxígeno, 78% de nitrógeno, 0,89% de gases nobles, 0,1% de agua y pequeñas cantidades de otros gases. El aire también contiene una cantidad variable de vapor de agua, en promedio alrededor del 1 % al nivel del mar y del 0.4 % en toda la atmósfera.

## Propiedades del aire

Composición de la atmósfera terrestre (tomada en diciembre de 1987). El gráfico de la parte inferior indica los gases menos comunes que componen el 0.038 % de la atmósfera. Los valores están redondeados para la ilustración.

Según la altitud, la temperatura y la composición del aire, la atmósfera terrestre se divide en cinco capas: exosfera, troposfera, estratosfera, mesosfera y termosfera. A mayor altitud disminuyen la presión y el peso del aire.
Las porciones más importantes para el análisis de la contaminación atmosférica son las dos capas cercanas a la Tierra: la troposfera y la estratosfera. El aire de la troposfera interviene en la respiración. Por volumen está compuesto, aproximadamente, por 78.08 % de nitrógeno (N2), 20.94 % de oxígeno (O2), 0.93 % de Argón (Ar), 0.035 % de dióxido de carbono (CO2) y 0.003 % de gases inertes, como el neón.
En esta capa, de 7 km de altura en los polos y 16 km en los trópicos, se encuentran las nubes y casi todo el vapor de agua. En ella se generan todos los fenómenos atmosféricos que originan el clima. Más arriba, aproximadamente a 25 km de altura, en la estratosfera, se encuentra la capa de ozono, que protege a la Tierra de los rayos ultravioleta (UV).
En relación con esto, vale la pena recordar que, en términos generales, un contaminante es una sustancia que está «fuera de lugar», y que un buen ejemplo de ello puede ser el caso del ozono (O3).
Cuando este gas se encuentra en el aire que se respira, es decir a nivel de la troposfera, es un contaminante y constituye un poderoso antiséptico que ejerce un efecto dañino para la salud, por lo cual en esas circunstancias se le conoce como ozono troposférico u ozono malo.
Sin embargo, el mismo gas, cuando está en la estratosfera, forma la capa que protege de los rayos ultravioleta del Sol a todos los seres vivientes (vida) de la Tierra, por lo cual se le identifica como ozono bueno.
El aire pesa, si pesamos un globo vacío y a continuación uno lleno pesara más el lleno, el aire tiene un peso aproximado de 1,2 kg/m³.

## Mitología
Los romanos adoraban al aire, ya bajo el nombre de Júpiter a quien tomaban por el aire más puro o por el éter, ya bajo el nombre de Juno a la cual consideraban como el aire más denso que nos rodea, ya con el de Minerva además de otras veces que solían hacer del aire una deidad particular a la que le daban por esposa la luna y por hija el rocío.
En la Efigenia de Eurípides Menelao toma por testigo al aire de las palabras de Agamenón, y Aristófanes cita este pasaje como un crimen cometido por Eurípides. Se le suponía educado por las estaciones para indicar las diferentes temperaturas del aire en estas cuatro épocas del año. Los modernos han representado al aire bajo la figura de una mujer sentada sobre una nube. Sus cabellos esparcidos y su ropaje ondeante anuncian que está en el imperio de los vientos. Con una mano acaricia un pavo real, ave consagrada a Juno, y con la otra sostiene un camaleón, porque suponen algunos que saca toda la subsistencia de este elemento. Vuelan alrededor de esta matrona animales voladores de todas clases, desde el águila hasta el mosquito.
Se le da también un ropaje formado de los despojos de un águila y con frecuencia se le simboliza por medio de Iris con su velo, Juno con su pavo real o el Zéfiro con sus alas pequeñas. La estatua que representa el aire en la casa de moneda de París, es caracterizada por un pelícano puesto a sus pies, ave que se dice nacida de este fluido y que los poetas y los artistas han adoptado por su emblema alegórico. La figura dirige los ojos hacia el cielo y tiene el pie izquierdo levantado en actitud de arrojarse a la región de la atmósfera. En un cuadro de Brueghel de Velours en el museo de Milán, el aire está poblado de mil pájaros, mariposas, escarabajos, insectos, etc. a los cuales observa un niño con su anteojo hasta que unas nubes ligeras los ocultan a su vista.
En las diferentes culturas mediterráneas (como la griega o las mesopotámicas) se creía que los dioses insuflaban vida introduciendo aire (spíritu / ánima) a los seres vivos, como el hombre. En el Tanaj, por ejemplo, se relata cómo Yahvé introduce esta vida a una escultura de barro hecha por él a su "imagen y semejanza" (Génesis 2:7).
– La palabra alma proviene del latín ánima, que proviene a su vez del griego ανεμος (anemos), cuya raíz es el indoeuropeo anu y cuyo significado es “viento”.
De la misma raíz proviene la palabra “animal” y también de la misma raíz proviene el verbo “animar” (animare, dar vida).
– La palabra espíritu proviene del latín spiritus y este del verbo spirare (soplar).
– En hebreo la palabra alma es נפש, néfesch, que significa “garganta” y proviene de la raíz “respirar” (Ras Shamra, UT 129, 137).
– En hebreo la palabra espíritu es רוח, ruaj, que significa “viento”.

## Propiedades físicas
| Temperatura [°C] | Densidad [kg/m³] | Viscosidad absoluta [Pa s] | Viscosidad cinemática [m²/s] | Constante particular [J/kg K] | Calor específico a presión constante [J/kg K] | Calor específico a volumen constante [J/kg K] | Coeficiente de dilatación adiabática |
| ---------------- | ---------------- | -------------------------- | ---------------------------- | ----------------------------- | --------------------------------------------- | --------------------------------------------- | ------------------------------------ |
| 0                | 1.29             | 1.71 × 10-5                | 1.33 × 10-5                  | 287                           | 1000                                          | 716                                           | 1.40                                 |
| 50               | 1.09             | 1.95 × 10-5                | 1.79 × 10-5                  | 287                           | -                                             | -                                             | -                                    |
| 100              | 0.946            | 2.17 × 10-5                | 2.30 × 10-5                  | 287                           | 1010                                          | 723                                           | 1.40                                 |
| 150              | 0.835            | 2.38 × 10-5                | 2.85 × 10-5                  | 287                           | -                                             | -                                             | -                                    |
| 200              | 0.746            | 2.57 × 10-5                | 3.45 × 10-5                  | 287                           | 1020                                          | 737                                           | 1.39                                 |
| 250              | 0.675            | 2.75 × 10-5                | 4.08 × 10-5                  | 287                           | -                                             | -                                             | -                                    |
| 300              | 0.616            | 2.93 × 10-5                | 4.75 × 10-5                  | 287                           | 1040                                          | 758                                           | 1.38                                 |
| 400              | 0.525            | 3.25 × 10-5                | 6.20 × 10-5                  | 287                           | 1070                                          | 781                                           | 1.37                                 |
| 500              | 0.457            | 3.55 × 10-5                | 7.77 × 10-5                  | 287                           | 1090                                          | 805                                           | 1.36                                 |

Nota: Valores a 1 atm (1.01325×105 Pa).

Referencia: www.efunda.com

## Composición del aire atmosférico
El aire está compuesto principalmente por nitrógeno, oxígeno y argón. El resto de los componentes, entre los cuales se encuentran los gases de efecto invernadero, son vapor de agua, dióxido de carbono, metano, óxido nitroso, ozono, entre otros. En pequeñas cantidades pueden existir sustancias de otro tipo: polvo, polen, esporas y ceniza volcánica. También son detectables gases vertidos a la atmósfera en calidad de contaminantes, como cloro y sus compuestos, flúor, mercurio y compuestos de azufre.
| Porcentaje por volumen     |                                                                               |
| Gas                        | Volumen (%)                                                                   |
| Nitrógeno (N2)             | 78,084                                                                        |
| Oxígeno (O2)               | 20,946                                                                        |
| Argón (Ar)                 | 0,9340                                                                        |
| Dióxido de carbono (CO2)   | 0,035                                                                         |
| Neón (Ne)                  | 0,001818                                                                      |
| Helio (He)                 | 0,000524                                                                      |
| Amoniaco (NH3)             | 0,0003                                                                        |
| Metano (CH4)               | 0,000179                                                                      |
| Kriptón (Kr)               | 0,000114                                                                      |
| Hidrógeno (H2)             | 0,000055                                                                      |
| Óxido nitroso (N2O)        | 0,00003                                                                       |
| Monóxido de carbono (CO)   | 0,00001                                                                       |
| Xenón (Xe)                 | 0,000009                                                                      |
| Dióxido de nitrógeno (NO2) | 0,000002                                                                      |
| Yodo (I2)                  | 0,000001                                                                      |
| Ozono (O3)                 | 0 a 7×10−6                                                                    |
| No incluido en aire seco:  |                                                                               |
| Vapor de agua (H2O)        | ~0,40 % en capas altas de la atmósfera; normalmente 1 a 4 % en la superficie. |